# Paula McCartney
Paula McCartney (nascida em 1971) é uma artista americana conhecida pelos seus trabalhos fotográficos.
Ela possui um diploma de BFA do Empire State College, Nova York (1998), e um diploma de MFA do San Francisco Art Institute (2002).
O seu trabalho encontra-se incluído nas colecções do Museu Smithsoniano de Arte Americana, do Cleveland Museum of Art, do Walker Art Center e do Museum of Contemporary Photography.